# 多哥维达雀
，是雀形目维达雀科的一种鸟类。

## 特征
多哥维达雀体重约15.63克，翼长约74.8毫米，喙宽度约4.7毫米，喙厚度约6.1毫米，嘴峰长约11.3毫米，跗蹠长约15.9毫米，尾长约57.6毫米。
多哥维达雀是留鸟，栖息在林地，它们是植食性动物，主要以植物的种子或坚果为食。它们分布在塞拉利昂、科特迪瓦、加纳、多哥、喀麦隆。